# Damian Gjiknuri
Damian Gjiknuri (ur. 25 maja 1972 w Tiranie) – albański prawnik, minister energii i przemysłu Albanii w latach 2013–2017 oraz minister infrastruktury i energii w latach 2017–2019.

## Życiorys
W 1994 roku ukończył studia prawnicze na Uniwersytecie Tirańskim , następnie studia podyplomowe na Uniwersytecie w Lejdzie w 1994 i w Geneva Centre for Security Policy w 2000 roku. Posiada tytuł magistra prawa i polityki publicznej na Naval Postgraduate School w Monterey i London College Of Law. 
Był właścicielem jednej z kancelarii prawnych, pracował następnie jako sędzia. Następnie pełnił wysokie funkcje w albańskich ministerstwach i był krajowym koordynatorem ds. negocjacji z Komisją Europejską.
Od 2005 roku jest członkiem Socjalistycznej Partii Albanii; z jej ramienia został wybrany na posła w wyborach parlamentarnych w 2009 i 2013 roku. Od 2011 roku do września 2021 był sekretarzem generalnym tej partii.
W latach 2009–2013 był członkiem Komisji Prawnej Zgromadzenia Albanii i jednocześnie w latach 2011–2012 i 2019–2020 był współprzewodniczącym Komisji ds. Reformy Wyborczej. Należał również w latach 2010–2013 do Zgromadzenia Parlamentarnego Rady Europy, gdzie należał do komitetu ds. migracji, uchodźców i ludności.
Od 15 września 2013 do 13 września 2017 był ministrem energii i przemysłu Albanii. Tego dnia został ministrem infrastruktury i energii; 17 stycznia 2019 został zastąpiony na tym stanowisku przez Belindę Balluku.

## Publikacje
- Albania's counter-terrorism policy options: finding a strategy of common sense (2004)[4]

## Życie prywatne
Mieszka w Tiranie z żoną Roveną Gjiknuri z domu Agolli, z którą ma syna Alexa i córkę Katerinę.
Deklaruje bardzo dobrą znajomość języka angielskiego i dobrą znajomość włoskiego.